# Meconopsis pseudointegrifolia
Meconopsis pseudointegrifolia är en vallmoväxtart. Meconopsis pseudointegrifolia ingår i släktet bergvallmor, och familjen vallmoväxter.

## Underarter
Arten delas in i följande underarter:
- M. p. daliensis
- M. p. pseudointegrifolia
- M. p. robusta